# مايكل أوبافيمي
مايكل أوبافيمي (بالإنجليزية: Michael Obafemi) (مواليد 6 يوليو 2000) هو لاعب كرة قدم أيرلندي يلعب كمهاجم في نادي ساوثهامبتون.

## روابط خارجية
- مايكل أوبافيمي على موقع الاتحاد الأوربي (الإنجليزية)
- مايكل أوبافيمي على موقع قاعدة بيانات كرة القدم.إي يو (الإنجليزية)
- مايكل أوبافيمي على موقع ناشيونال فوتبول تيمز (الإنجليزية)
- مايكل أوبافيمي على موقع Soccerbase.com (لاعب) (الإنجليزية)
- مايكل أوبافيمي على موقع Soccerway.com (الإنجليزية)
- مايكل أوبافيمي على موقع عالم كرة القدم.نت (الإنجليزية)